# Votum en groet
In het protestantisme is votum en groet de aanduiding van de zegenbede die een predikant aan het begin van een kerkdienst uitspreekt. Dit zijn gestandaardiseerde formuleringen, waarin de gemeente (bij monde van de predikant of predikante) haar vertrouwen uitspreekt in de aanwezigheid van God, en die de gemeenteleden en zichzelf de genade van God aanzeggen.
Na het votum volgt de groet, na het uitspreken van deze twee formules is de kerkdienst formeel geopend. De kerkdienst wordt afgesloten met de zegen.
De gebruikelijke formuleringen zijn als volgt.

## Votum
Het votum luidt van oudsher:
Onze hulp (en onze enige verwachting) is/zij/staat in den Naam des HEEREN, Die hemel en aarde gemaakt heeft. (Psalm 121:2, Psalm 124:8)
Hieraan wordt vaak toegevoegd:
... die trouwe houdt in der eeuwigheid (Psalm 146:6)
en:
en niet/nooit laat varen de werken Zijner handen. (Psalm 138:8)

## Groet
Na het votum volgt de groet, waarbij de predikant vaak één hand groetend, of beide handen zegenend opheft:
Genade zij u en vrede van God onzen Vader en den Heere Jezus Christus. Amen. (1 Korinthiërs 1:3)
of:
Genade, barmhartigheid en vrede zij u van God, onzen Vader, en van Christus Jezus onzen Heere. Amen. (1 Timotheüs 1:2b)
Aan deze twee wordt nog vaak toegevoegd: in de gemeenschap van de Heilige Geest.
Een derde variant is:
Genade zij u en vrede van Hem Die is en Die was en Die komt, en van de zeven geesten die voor Zijn troon zijn, en van Jezus Christus, de getrouwe getuige, de eerstgeborene van de doden en de Overste der koningen der aarde. Amen. (Openbaring 1:4)
In beginsel geldt dat wanneer de voorganger geen predikant is (maar bijvoorbeeld een ouderling of kandidaat-predikant), de groet wordt weggelaten, en de zegen aan het eind van de dienst wordt vervangen door een zegenbede, omdat deze allebei namens God worden uitgesproken. (Het votum wordt namens de gemeente uitgesproken, dat kan een niet-predikant dus wel doen.) Wat vaak gebeurt is dat zowel de groet als de zegen in dat geval in de vorm van een bede wordt uitgesproken, waarbij "u" wordt vervangen door "ons" en de handen niet worden opgeheven. In de Protestantse Kerk in Nederland kent men deze beperking wél voor de zegen (want ambtelijk), maar niet voor het groeten van de gemeente.

## Andere formuleringen
Ook andere formuleringen zijn in gebruik. Zo luidt het votum en groet van de open geloofsgemeenschap als volgt:
Onze hulp is in de naam van de ENE, die ruimte gemaakt heeft voor de lucht, zodat wij kunnen ademen, en voor het land, zodat wij daarop kunnen lopen.
Die ENE, die altijd trouw blijft en die niet loslaat het werk dat zo liefdevol is begonnen.
Daarom mogen we blij zijn en de rust en de vrede ervaren.
Dit durven we zeggen, in vertrouwen op de onuitspreekbare naam van de ENE, die onze vader en moeder wil zijn, die zich in ons, zijn kinderen, laat zien in de geest van de liefde. 
Zo mag het zijn.